# 胡麻郷村
胡麻郷村（ごまごうむら）は、京都府船井郡にあった村。現在の南丹市日吉町の西部にあたる。

## 歴史
- 1889年（明治22年）4月1日 - 町村制の施行により、胡麻村・上胡麻村・保野田村・志和賀村・畑郷村の区域をもって発足。
- 1955年（昭和30年）4月1日 - 五ヶ荘村・世木村と合併して日吉町が発足。同日胡麻郷村廃止。

## 交通

### 鉄道路線
- 日本国有鉄道
  - 山陰本線
    - 殿田駅（現・日吉駅） - 胡麻駅

現在は旧村域に鍼灸大学前駅が所在するが、当時は未開業。